# 王刚 (1962年)
王刚（1962年12月—），中华人民共和国外交官，曾任中华人民共和国驻乌拉圭东岸共和国特命全权大使。

## 生平
1983年，进入中华人民共和国外交部工作，先后在外交部美洲大洋洲司、驻秘鲁大使馆、外交部拉丁美洲和加勒比司、驻智利大使馆任职。2002年，任驻秘鲁大使馆参赞。2006年，任外交部拉丁美洲和加勒比司副司级干部。2010年，任驻墨西哥大使馆参赞。2014年，回任外交部拉丁美洲和加勒比司副司级干部。2015年，任外交部翻译室参赞。2018年，出任中华人民共和国组乌拉圭大使。2023年8月，自驻乌拉圭大使离任。

## 家庭
已婚，有一子。